# Libomyšl
Libomyšl – wieś i gmina w Czechach, w powiecie Beroun, w kraju środkowoczeskim. Według danych z dnia 1 stycznia 2013 liczyła 525 mieszkańców.
We wsi jest przystanek kolejowy Libomyšl.